# (5252) Vikrymov
(5252) Vikrymov es un asteroide perteneciente al cinturón de asteroides, descubierto el 13 de agosto de 1985 por Nikolái Stepánovich Chernyj desde el Observatorio Astrofísico de Crimea (República de Crimea).

## Designación y nombre
Designado provisionalmente como 1985 PZ1. Fue nombrado Vikrymov en honor al subdirector del Instituto de Astronomía Teórica, Viktor Aleksandrovich Krymov. Su hábil y enérgico trabajo contribuyó mucho al buen funcionamiento del Instituto.

## Características orbitales
Vikrymov está situado a una distancia media del Sol de 2,373 ua, pudiendo alejarse hasta 2,725 ua y acercarse hasta 2,021 ua. Su excentricidad es 0,148 y la inclinación orbital 8,599 grados. Emplea 1335,72 días en completar una órbita alrededor del Sol.
El próximo acercamiento a la órbita terrestre se producirá el 6 de diciembre de 2155.

## Características físicas
La magnitud absoluta de Vikrymov es 13,7. Tiene 3 km de diámetro y su albedo se estima en 0,784.